# 구포역 (도시철도)
구포역(Gupo station, 龜浦驛)은 부산광역시 북구 구포동에 있는 부산 도시철도 3호선의 전철역이다. 한국철도공사 경부선 구포역과 육교로 연결되어 마주하고 있다. 이 역부터 대저역까지 지상 구간이다.
이 역사는 제1회 대한민국 토목·건축 대상에서 토목·시설물 도로·교통 시설 부문 우수상을 수상하였다. 대합실에는 낙동강 전망대가 설치되어 있으며, 무료 망원경을 이용할 수 있다.
이용객들이 인근에 있는 경부선 구포역과 혼동하는 경우가 많아 두 역을 연결하는 육교 아래에 방향 표지판을 추가로 부착하였다.

## 역 구조
2면 2선의 상대식 승강장이 있는 지상역이다. 스크린도어가 설치되어 있다. 다른 고가역과 다르게 지하역처럼 승강장이 대합실보다 아래에 위치한다.
- 반대편횡단: 불가능

### 승강장
| 덕천 ↑     |
| \| 상      |
| ↓ 강서구청 |

| 상행 | ● 부산 도시철도 3호선 | 덕천·미남·연산·수영 방면    |
| 하행 | ● 부산 도시철도 3호선 | 강서구청,체육공원,대저 방면 |

## 역 주변
- 경부선 구포역
- 낙동강
- 구포대교
- 구포동우체국

## 사진

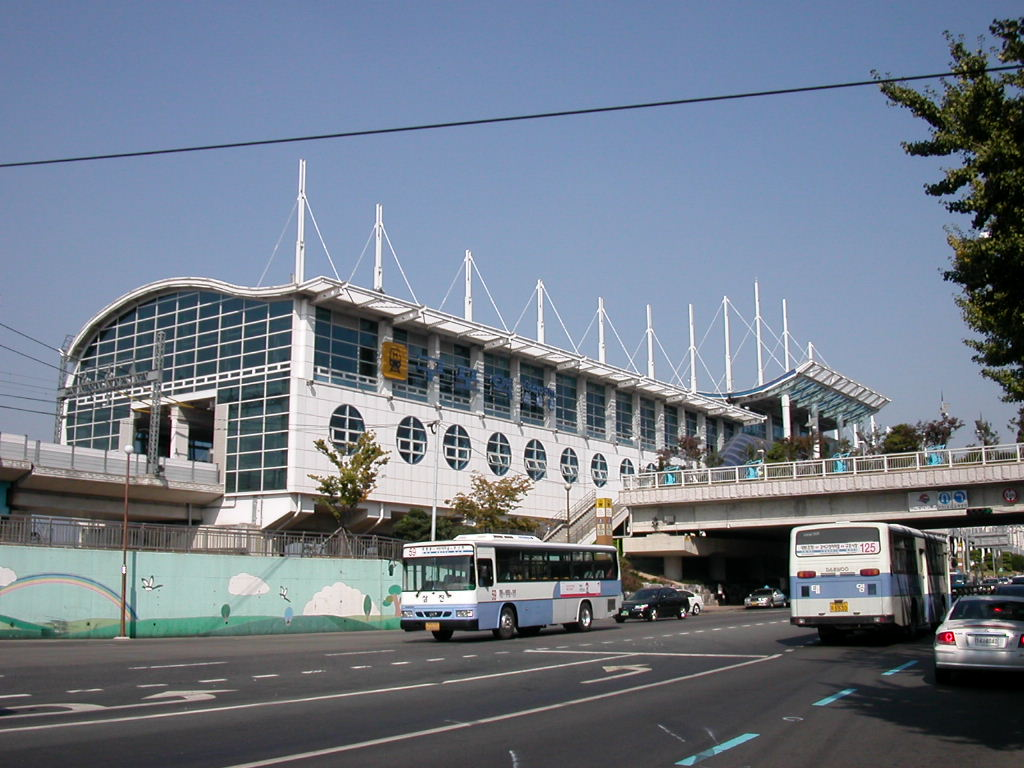
육교
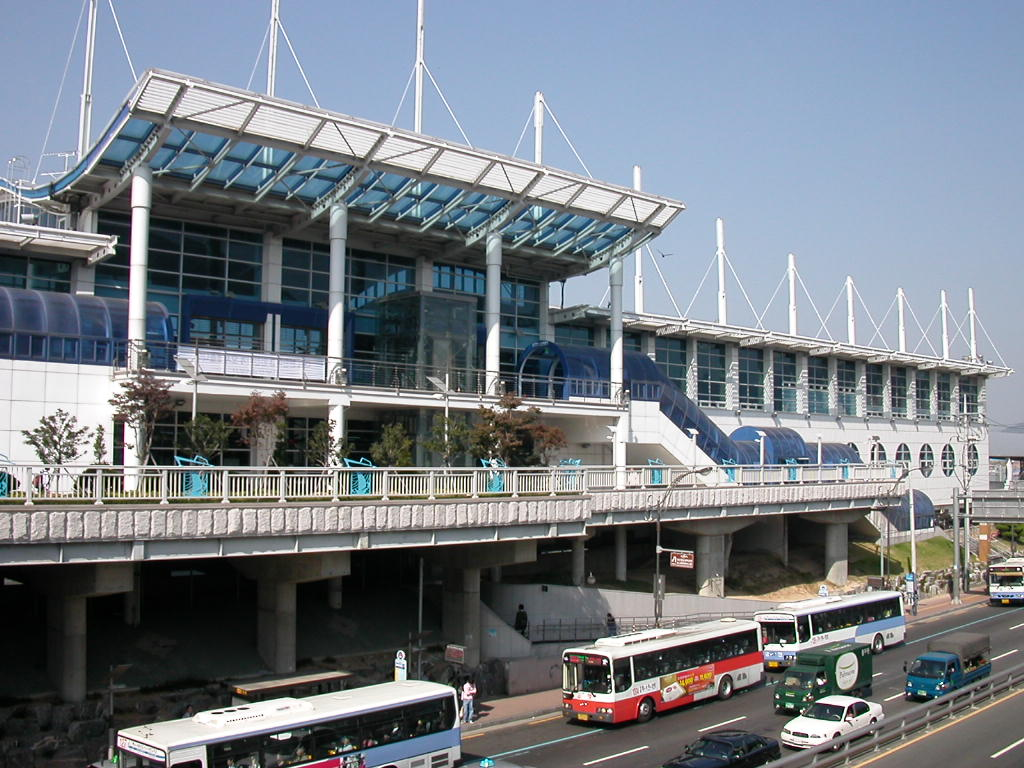
역사
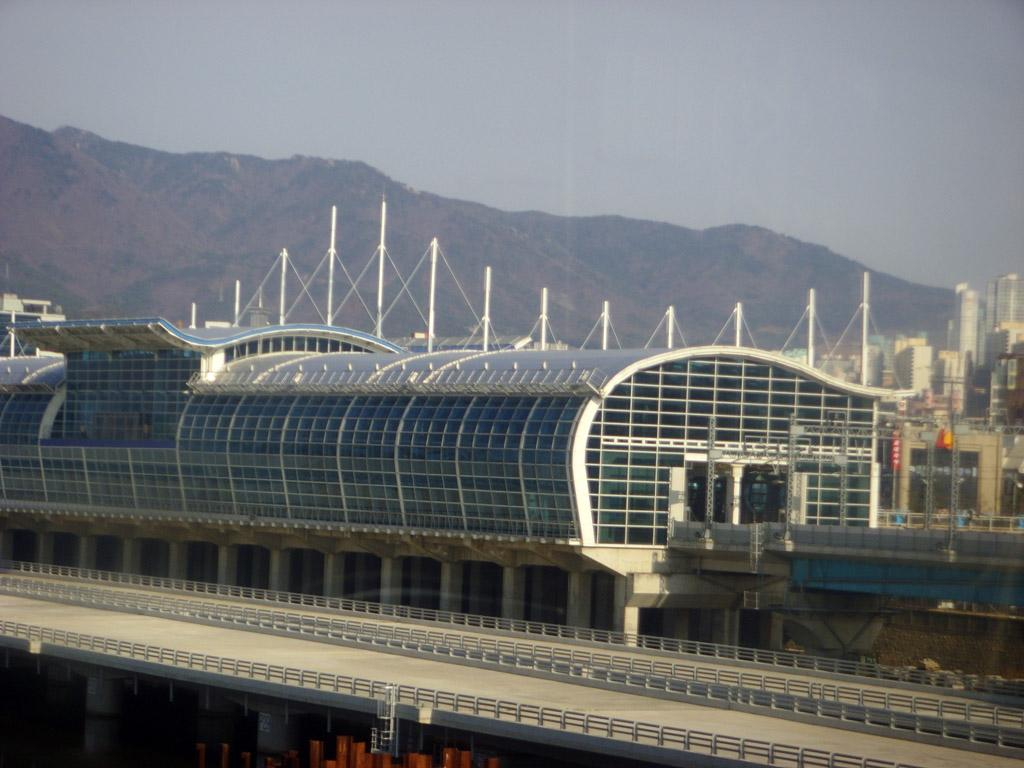
구포철교에서 바라본 구포역
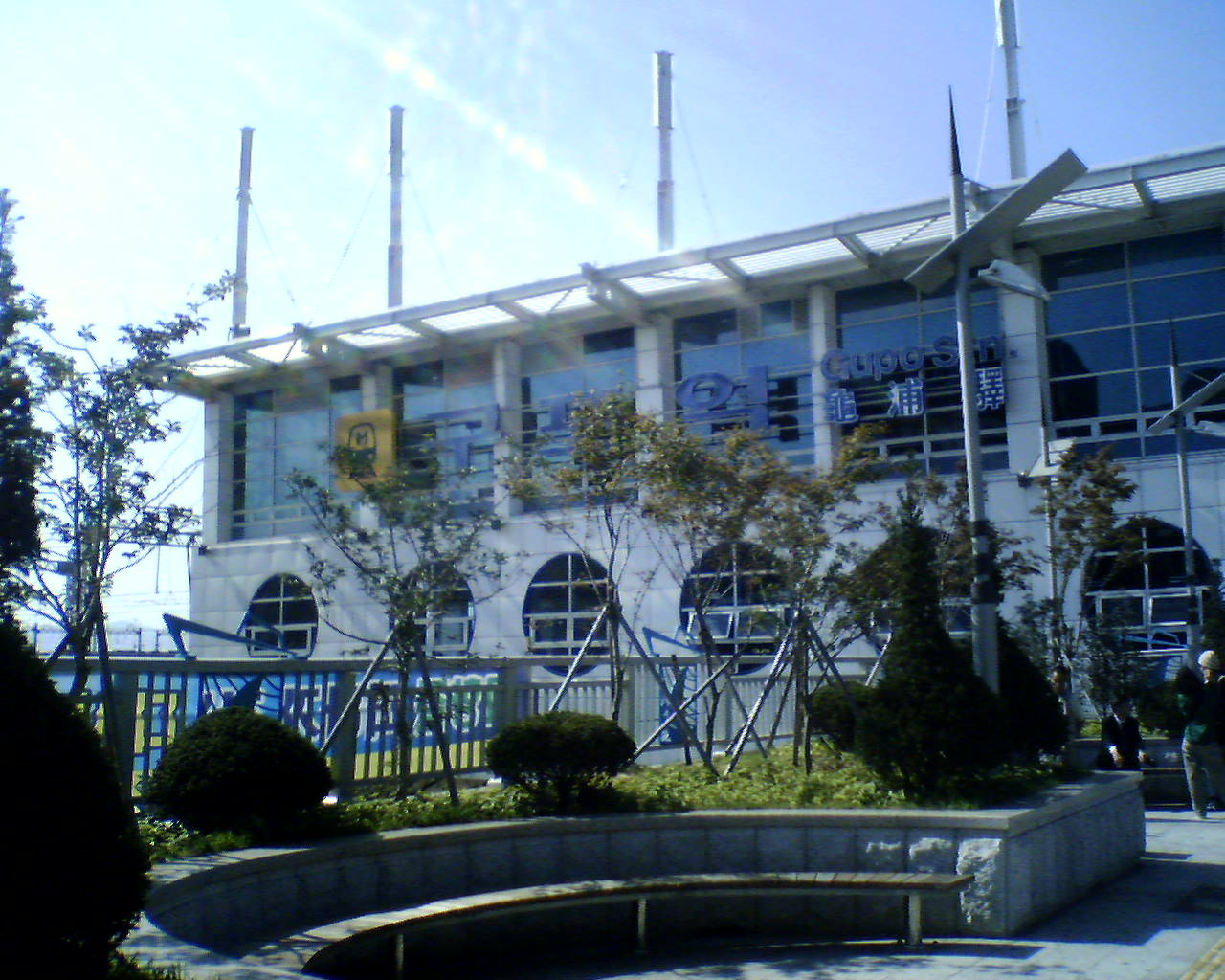
경부선 구포역과 연결된 육교에서 바라본 구포역
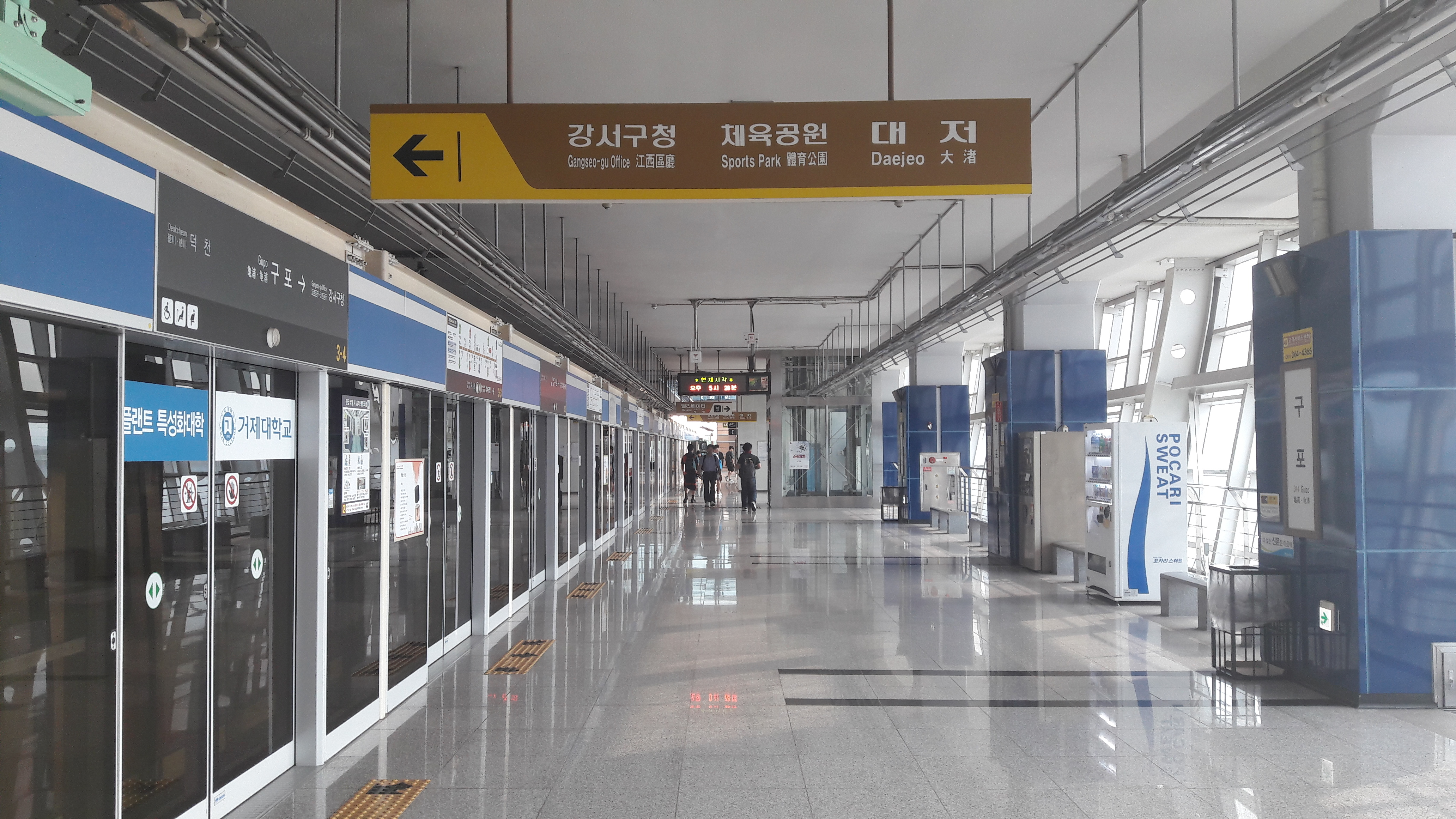
대저 방면 승강장
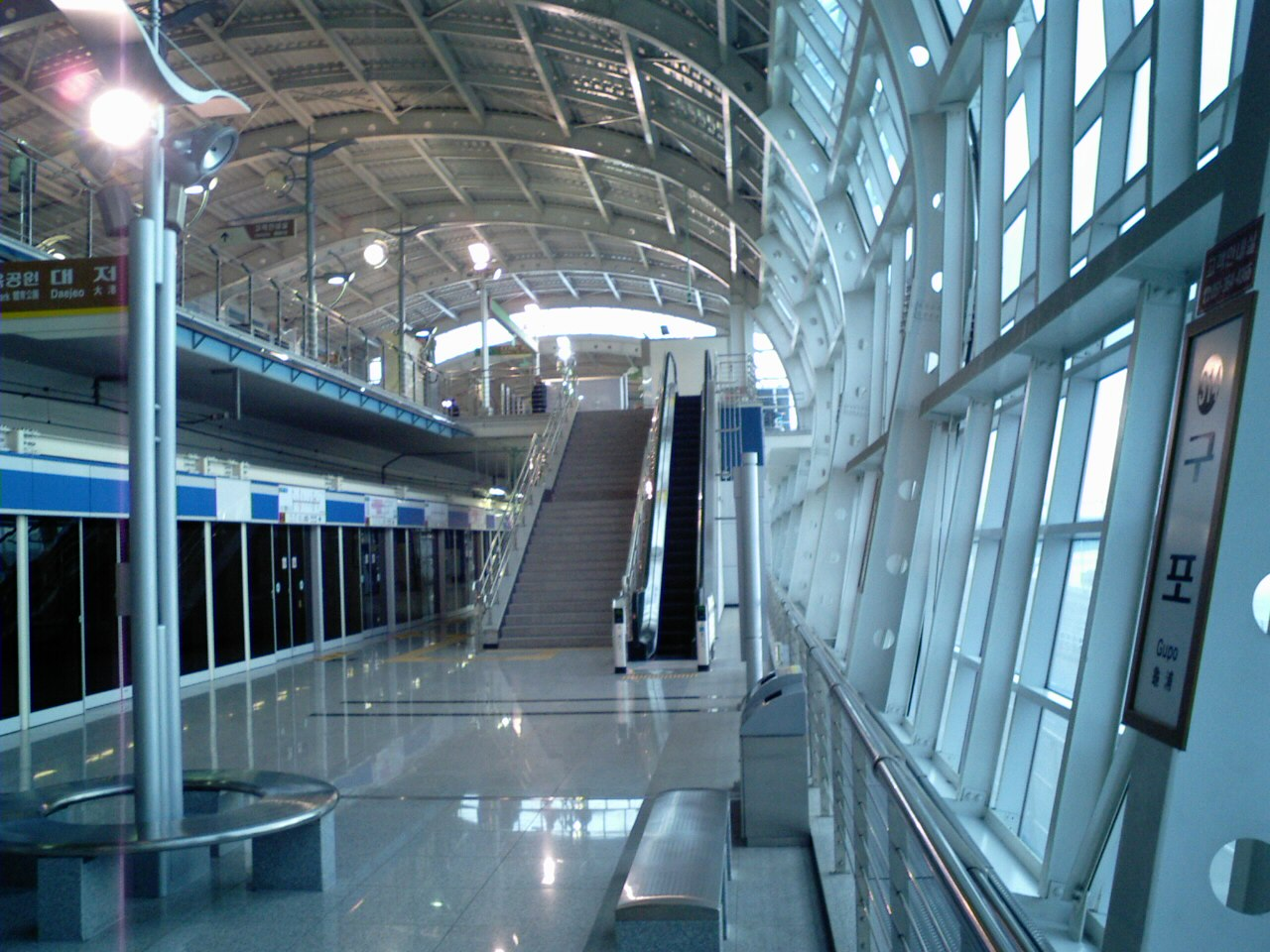
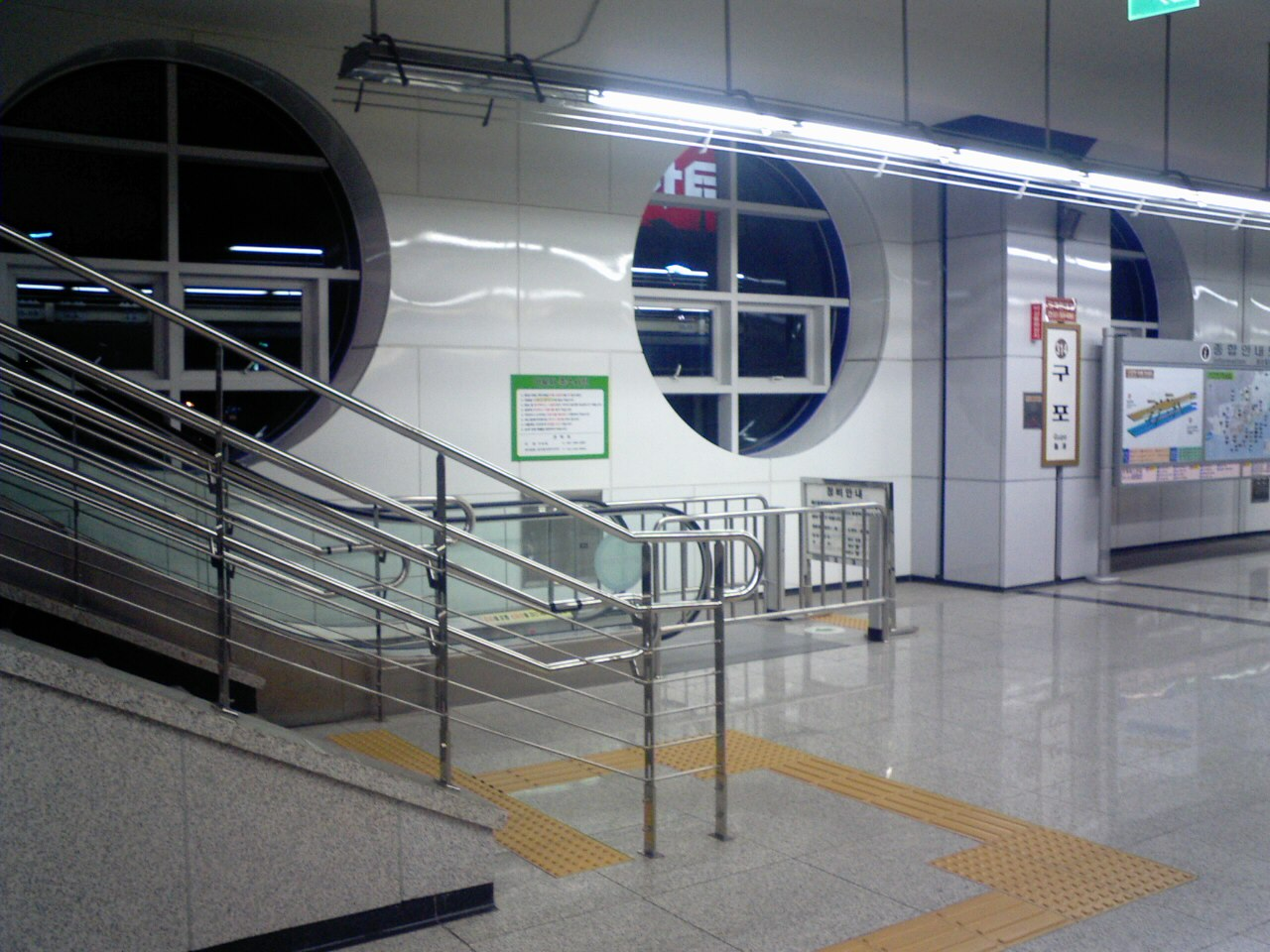
수영 방면 승강장
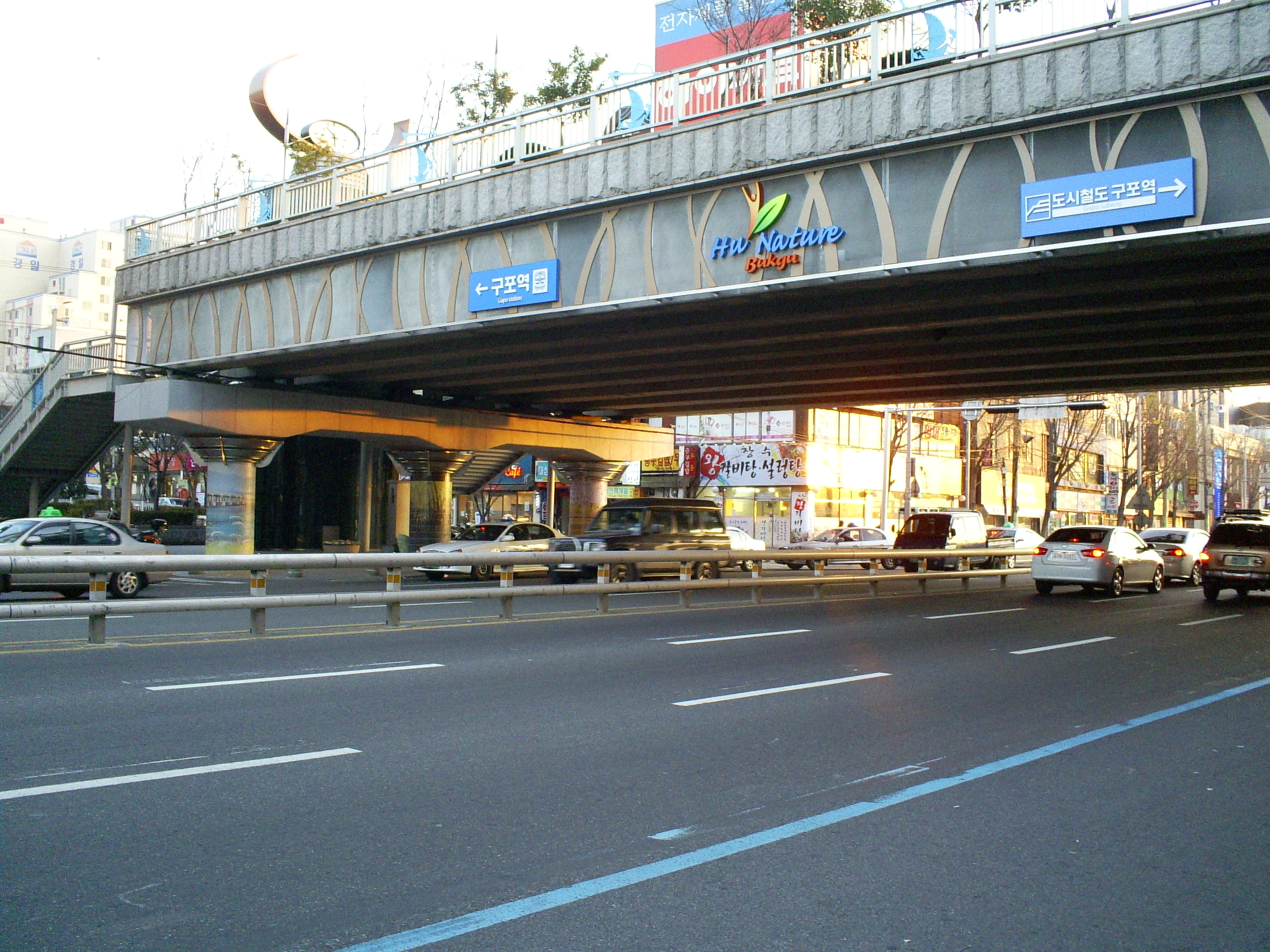
구포역 육교
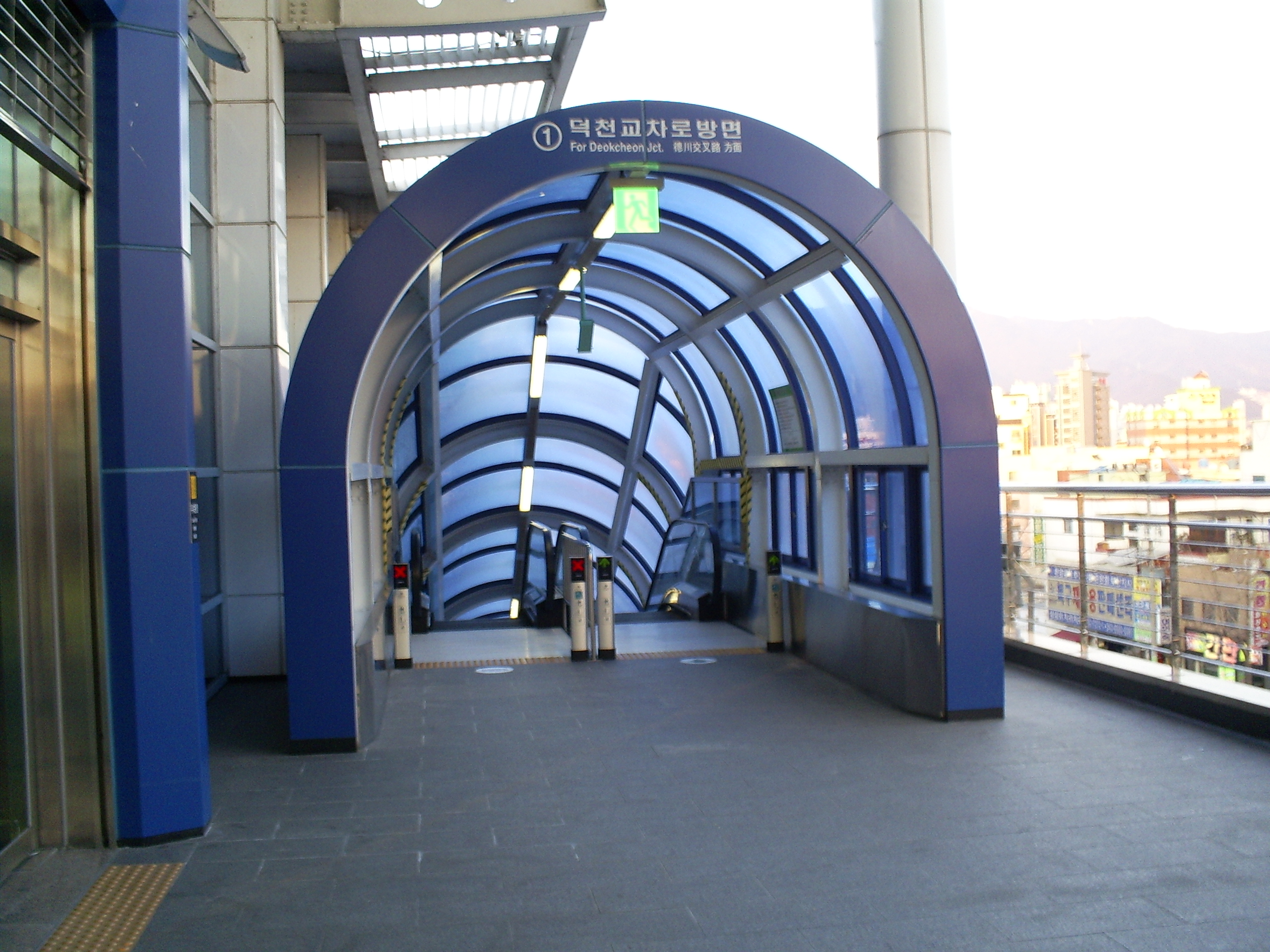
1번 출입구
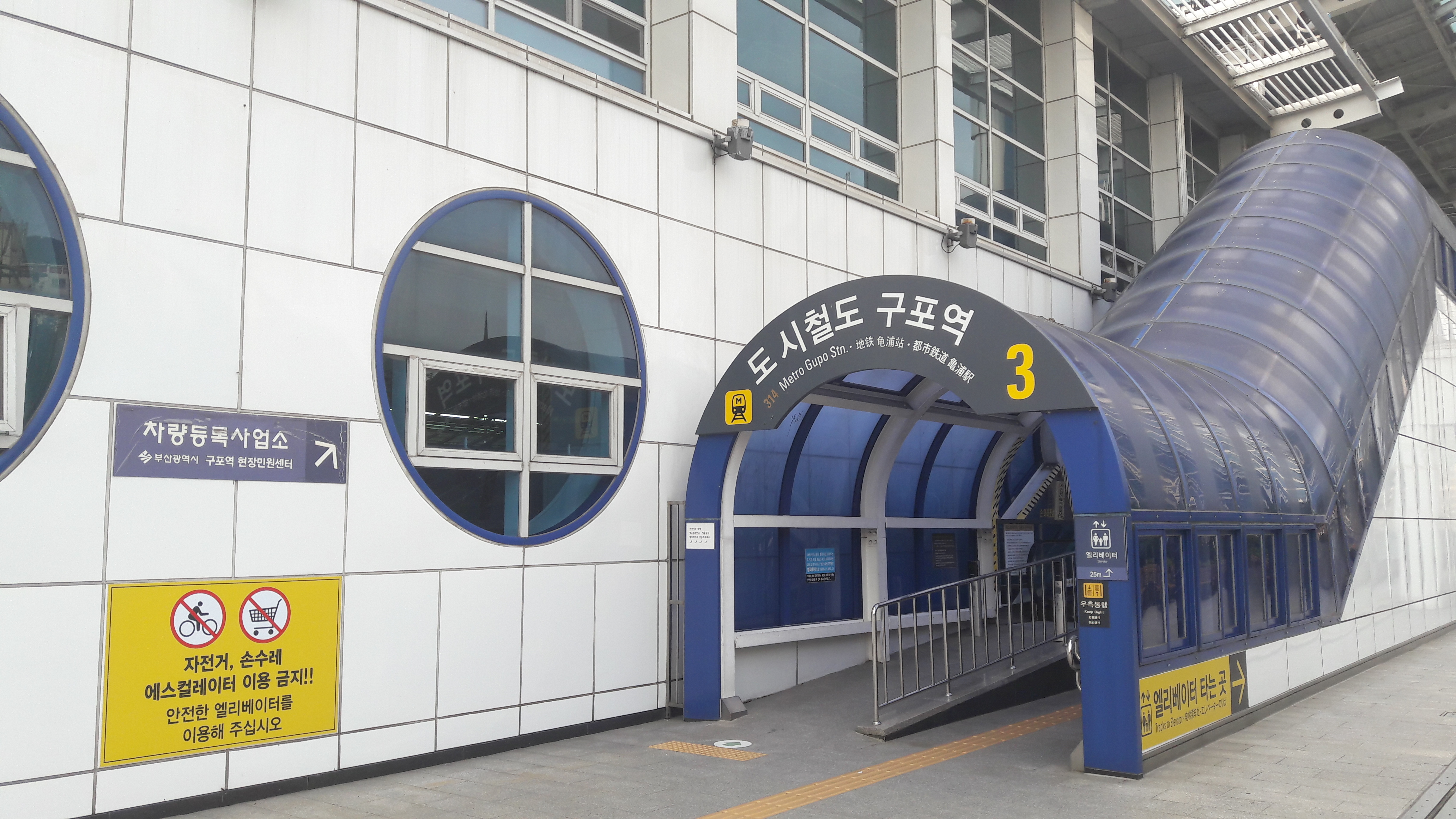
3번 출입구

## 승차량 변동
| 노선  | 승차 인원 | 승차 인원 | 승차 인원 | 승차 인원 | 승차 인원 | 승차 인원 | 승차 인원 | 승차 인원 | 주 석 |
| 노선  | 2005년    | 2006년    | 2007년    | 2008년    | 2009년    | 2010년    | 2011년    | 2012년    | 주 석 |
| ----- | --------- | --------- | --------- | --------- | --------- | --------- | --------- | --------- | ----- |
| 3호선 | 2373      | 2741      | 3058      | 3463      | 3577      | 3677      | 3577      | 3760      | [ 1 ] |
| 노선  | 2013년    | 2014년    | 2015년    | 2016년    | 2017년    | 2018년    | 2019년    | 2020년    |       |
| 3호선 | 3752      | 3863      | 3874      | ?         | ?         | ?         | ?         | ?         | [ 1 ] |

## 인접한 역
| 부산 도시철도 3호선 | 부산 도시철도 3호선   | 부산 도시철도 3호선    |
| ------------------- | --------------------- | ---------------------- |
| 313 덕천 수영 방면  | ● 부산 도시철도 3호선 | 315 강서구청 대저 방면 |

## 같이 보기
- 구포역 (한국철도공사)